# Cianip
Cianip (en grec antic Κυάνιππος) va ser, segons la mitologia grega, un fill d'Egialeu i, per tant, net d'Adrast. Va ser rei d'Argos, que en aquell moment estava dividida en tres parts.
Era menor d'edat quan el seu pare va morir en la batalla dels epígons contra la ciutat de Tebes i va ser educat per Diomedes i Euríal. Diomedes va ocupar el tron d'Argos mentre Cianip era menor d'edat. Va participar en la guerra de Troia i va ser un dels herois que van entrar a la ciutat en el cavall de fusta. Tornà a Argos, on actuava com a regent Cometes, però expulsat aquest per Diomedes, va ser rei de la ciutat. Va morir sense descendència, i el regne va passar, unificat, a mans de Cilàrabes, fill d'Estènel.